# Brimful of Asha
Pour les articles homonymes, voir Asha.
Brimful of Asha est une chanson du groupe de rock anglais Cornershop, qui entend rendre hommage à l'histoire du cinéma indien, plus particulièrement des pittoresques comédies musicales dans lesquelles les acteurs étaient doublés lors des parties chantées ; Asha Bhosle, qui donne son nom à la chanson, faisait partie (avec Mohammed Ruffi, également évoqué dans la chanson) des plus fameux chanteurs/doubleurs de l'époque. En 1997, année de sortie, ce titre se classa 60e au hit-parade britannique.